# 都会のダンス
『都会のダンス』は、フランスの画家ピエール＝オーギュスト・ルノワールによる絵画。
1883年の作品で、オルセー美術館の所蔵である 。
踊っている二人は、モデルで画家のシュザンヌ・ヴァラドンと、ルノワールの友人ポール＝オーギュスト・ロートである。

## 参照項目
- 田舎のダンス
- ブージヴァルのダンス